# Ришар, Жан (актёр)
Жан Ришар (фр. Jean Richard; 18 апреля 1921, Бессин, Дё-Севр, Новая Аквитания, Франция — 12 декабря 2001, Санлис, О-де-Франс) — французский актёр театра, кино и телевидения, комик и цирковой деятель, прозаик.

## Биография
Дед и отец Жана занимались разведением ослов и знаменитых лошадей-бретонцев. С детства увлекался актёрством и животными. Окончил школу для мальчиков, затем поступил в Lycée Fontanes de Niort. Пытался попасть в престижный Cadre Noir в Сомюре, но провалил экзамен. На это время пришлась смерть его отца от рака. Тогда юноша наотрез отказался продолжить дело родных, пытаясь найти собственный путь в жизни. В молодости Жан увлекся рисованием. С 18 лет работал карикатуристом в прессе, а также выступал в лионском кабаре с юмористическими этюдами.
Во время Второй мировой войны в 1940 году был мобилизован и отправлен на службу в кавалерийский полк.
Во время оккупации Жан создал театр-варьете Productions Richard. Это была площадка, где актёр дебютировал на профессиональной сцене. Труппа выезжала на гастроли даже после войны и просуществовала до 1950 года. В 1947 г. окончил парижскую Высшую национальную консерваторию драматического искусства. Получив драматическое образование, работал в кабаре, театре и на телевидении.
Снимался в кино. Первая кинороль досталась ему в 25 лет. В драме «Шесть потерянных часов» он играл под руководством Алекса Жоффе и был напарником Луи де Фюнеса.
Одновременно со съёмками Ришар выступал в цирке. Сначала он был наёмным работником, а затем открыл своё шапито, где был директором до конца 1970-х годов. Цирковой опыт общения с подопечными, в частности со львами, артист позже опишет в книге «Мои звери».
Публика хорошо знала Ришара по театральной и эстрадной деятельности. За свою карьеру снялся в 98 кинокартинах и телефильмах, сыграл в 17 спектаклях.
Наиболее известен своей ролью в цикле про комиссара Мегрэ, в котором он играл в течение более двадцати лет.

## Избранная фильмография
- 1981: Подписано: «Фюра» — Жюль Мегрэ, комиссар
- 1972:Пожизненная рента — Жо
- 1972:Петерс Латыш — Жюль Мегрэ, комиссар
- 1969: Загородный дом — Бертран
- 1968: Берю и его женщины
- 1967—1990 — Расследования комиссара Мегрэ, 88 серий — Жюль Мегрэ, комиссар
- 1967: Смерть Сесиль
- 1967: Мегрэ и поединок разумов (Цена головы .2-я серия) — Жюль Мегрэ, комиссар
- 1968: Желтый пес (3-я серия) — Жюль Мегрэ, комиссар
- 1967: Древнейшая профессия в мире — народный комиссар
- 1966: Король червей
- 1965: Чёрный юмор
- 1965: Праздники любви — принц де Белью
- 1965:Кутилы (новелла «Кутилы») — Поль Арно
- 1964: Как выйти замуж за премьер-министра
- 1964: Вперед, Франция!
- 1963: Просо для птичек
- 1963: Драже с перцем — Лепети
- 1963: Бебер путешественник — мистер Мартин, отец Бебера
- 1962: Тартарен из Тараскона
- 1962: Лунный свет в Мобеже
- 1962: Мы поедем в Довиль — электрик
- 1961: Прекрасная американка — слесарь
- 1961: Агент поневоле — полковник Симеон (озвучание — Константин Тыртов)
- 1960: Семья Фенуйар — Фенуйар
- 1960: Пригородные поезда — Сезар Бомине
- 1960: Некоторым нравится похолоднее — Жером Вальморен
- 1960: Кандид, или Оптимизм в XX веке — торговец с «чёрного» рынка
- 1959: Мой приятель — цыган
- 1959: Гусыня из Седана — Леон
- 1958: Жизнь вдвоём — Андре
- 1956: Короткий ум — Фердинанд Галиво, птицевод и любитель скачек
- 1956: Елена и мужчины — Эктор Шаньоль, ординарец генерала
- 1954: Тайны Версаля
- 1954: Служебная лестница — Жюль Бишар
- 1954: Семейная сцена — месье Рийэтт
- 1954: Каста Дива — Фиорилло
- 1954: Весёлый эскадрон
- 1953: Невиновные в Париже
- 1953: Кино прошлого
- 1952: Семь смертных грехов — Дю Круази / Тартюф
- 1952: Девушка и призрак
- 1951: Король трёпа
- 1950: Адемай на пограничном посту
- 1949: Миссия в Танжере — пьяный клиент кабаре, «Президент»
- 1949: Я люблю только тебя — авиапассажир
- 1947: Шесть потерянных часов — полицейский

## Избранные произведения
- «Мои звери»
- «Моя жизнь без страховочной сети»